# Nuta

Przykładowy współczesny znak nuty (ósemka)

Nuta (od łac. nota, znak) – znak graficzny dźwięku muzycznego, określający jego wysokość i czas trwania.

## Nuty w historii

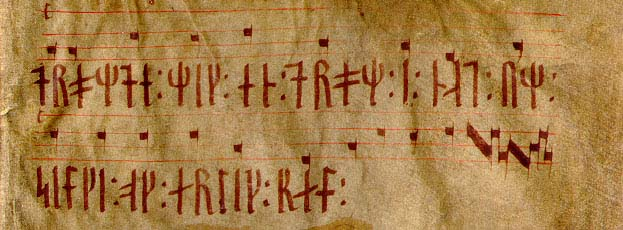
Neumy i tekst Drømte mig en drøm i nat

### Notacja chorałowa
Nuty w długim procesie rozwoju historycznego, który doprowadził do powstania współczesnej notacji muzycznej, przybierały różne formy graficzne. Można je wywodzić od bezliniowej notacji neumatycznej, która powstała przed VIII w. Jej geneza nie jest bliżej znana. Służyła ona do zapisu chorału gregoriańskiego. Pierwotnie neumy prawdopodobnie odzwierciedlały ruchy rąk kantora kierującego śpiewem, stąd też nazwa „znaki cheironomiczne”. Nie określały one dokładnie wysokości i czasu trwania dźwięków. Notacja neumatyczna obejmuje ponad 20 znaków; w różnych ośrodkach wykształciły się jej odmienne formy graficzne. 
Ok. r. 1000 notację cheironomiczną zastąpiła notacja diastematyczna, która określała wysokość dźwięków przez zróżnicowane wertykalnie rozmieszczenie neum in campo aperto (na polu bez linii), lub na liniach (w XI w. Guido d'Arezzo, wprowadził do pisma nutowego 4 linie). Nadal jednak nie określała ona stosunków rytmicznych. Istniały 2 typy graficzne notacji diastematycznej: neumy romańskie = nota quadrata (XII w. do dziś; na nich opiera się współczesna notacja chorałowa) i neumy gotyckie (XIII–XV w.). Oba te rodzaje notacji były używane do zapisu chorału gregoriańskiego, stanowiąc podstawę notacji chorałowej.

### Notacja modalna i menzuralna
Z notacji chorałowej wywodzi się notacja modalna, która rozwinęła się ok. r. 1175 w szkole Notre Dame ze znaków nota quadrata. Określała ona wyraźnie interwały między dźwiękami. Używała początkowo 2 przybliżone wartości rytmiczne, trójdzielne (perfectio – czyli doskonałe; troisty podział był uważany za doskonały przez analogię do troistej natury jednego Boga w trzech Osobach) i dwudzielne (imperfectio – niedoskonałe): długą (longa) i krótką (brevis). Notacja modalna opierała się na 6 schematach rytmicznych (modi), wzorowanych na starogreckich stopach metrycznych; schematy te określały następstwo wartości rytmicznych.
Z notacji modalnej wykształciła się z kolei notacja menzuralna (ok. 1250–1600). Wcześniejsze zdobycze usystematyzował po r. 1300 Philippe de Vitry, ujmując wzajemne relacje wartości w ramach modus, tempus i prolatio. Notacja menzuralna określa dokładnie nie tylko interwały, ale też, za pomocą odpowiedniej formy graficznej nut, rytm, czyli wzajemny stosunek czasu trwania dźwięków (ich wartości rytmicznych), na zasadzie podziału trójdzielnego (perfectio) i dwudzielnego (imperfectio).
Stopniowo wzrastała liczba znaków określających wartości rytmiczne: ok. 1250 zaczęto używać semibrevis, a następnie dalszych drobnych wartości (ok. 1280, Petrus de Cruce).
W użyciu były dwa rodzaje notacji menzuralnej: 
- czarna (do 1450), z zaczernionymi główkami nut; jej 4 podstawowe wartości rytmiczne to: 
  - maxima lub duplex longa
  - longa
  - brevis
  - semibrevis
- biała (od 1450), w której zaczerniano tylko kontur nut (oprócz najmniejszych wartości rytmicznych).

Około 1450 ustaliło się 8 wartości rytmicznych: 
- maxima
- longa
- brevis
- semibrevis
- minima
- semiminima
- fusa lub chroma
- semifusa lub semichroma

Różnice między tymi dwoma systemami były niewielkie; w zasadzie polegały tylko na zaczernianiu wszystkich nut w pierwszym oraz pozostawianiu większych wartości nie zaczernionych w drugim systemie.
W notacji menzuralnej oprócz pojedynczych nut występowały ligatury, pauzy i oznaczenia dodatkowe, z których najważniejsze określają podział wartości brevis (tempus) i semibrevis (prolatio).
Ten typ notacji, udoskonalony w XVII w., był bezpośrednim punktem wyjścia dla współczesnej notacji muzycznej.

## Nuty dzisiaj

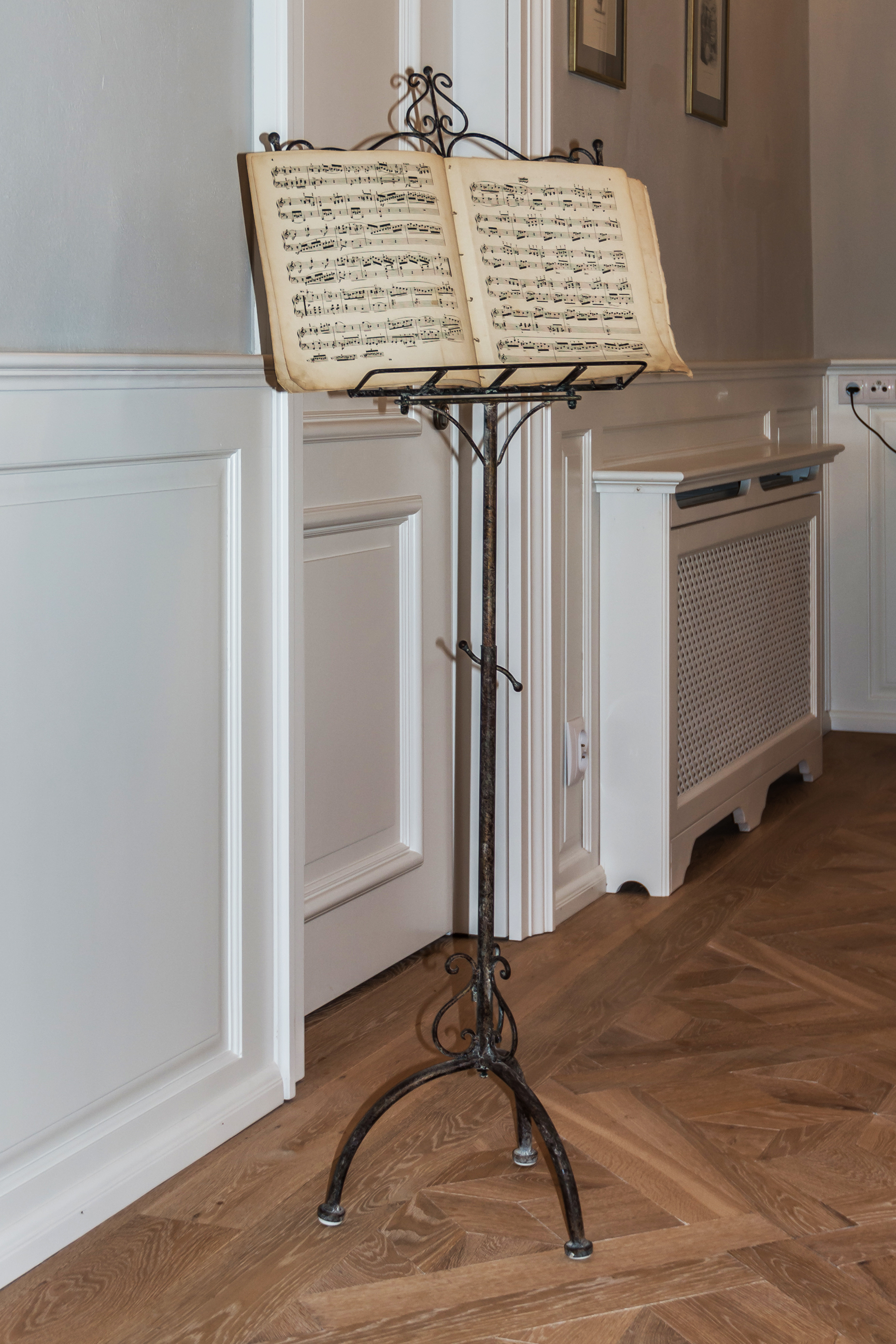
Stojak na nuty

W XVII-XVIII w. notacja muzyczna przyjęła w zasadzie wygląd identyczny z notacją współczesną, choć znaczenie takich samych znaków graficznych (np. kropki za nutą) jest w wielu wypadkach inne niż w notacji współczesnej, co powoduje wiele nieporozumień w wykonawstwie muzyki tego okresu przez dzisiejszych muzyków, którzy tych różnic nie znają; można to obrazowo porównać do próby czytania tekstu staroangielskiego czy starofrancuskiego według współczesnych zasad ortografii.
Podstawowym elementem nuty we współczesnej notacji muzycznej, dostosowanej do wymogów systemu dur-moll, jest jej główka; to ona określa przez swe położenie na pięciolinii wysokość oznaczanego przez nią dźwięku. Główka ma kształt owalny; w przypadku całej nuty oraz półnuty jest niewypełniona, a u pozostałych wartości nut – zamalowana.
Półnuty oraz nuty o krótszej od nich wartości posiadają ogonek – pionową prostą kreskę, której jeden z końców umieszczony jest na poziomie środka główki. Ogonek znajduje się z prawej strony, gdy idzie w górę, bądź z lewej strony, gdy idzie w dół. Wyjątkiem są „gęste” akordy, w których pojedyncze nuty, odległe od sąsiednich o mniej niż tercję, znajdują się po przeciwnej stronie ogonka. O pionowym kierunku ogonka decyduje jedna z przyjętych przez edytora reguł:
- wysokość nuty na pięciolinii – jeśli leży poniżej środkowej linii, ogonek idzie w górę, w przeciwnym wypadku – w dół, jeśli leży na linii środkowej – może iść w górę lub w dół, w zależności od kontekstu; wyjątkowo mogą zdarzać się odstępstwa od tej zasady, jeżeli wiele nut połączonych jest wspólnym wiązaniem (p. niżej) i część z nich znajduje się w dolnej, a część w górnej połowie pięciolinii
- w muzyce wielogłosowej – głos, do którego należy dana nuta (np. głos górny ma ogonki skierowane w górę);
- w niektórych edycjach nut przeznaczonych na instrument kierunek ogonków może odzwierciedlać np. rękę, którą należy wykonać daną partię.

Ósemki oraz nuty o krótszej od nich wartości mają dodatkowo chorągiewkę, gdy nie są powiązane z innymi nutami, bądź daszek (nazywany wiązaniem), jeśli są powiązane z innymi nutami (w muzyce wokalnej nuty te zawsze mają chorągiewki dla osobnych sylab, a daszki łączą jedynie melizmaty). Ósemka posiada jedną chorągiewkę lub wiązanie, dwukrotnie od niej krótsza szesnastka — dwie, trzydziestodwójka — trzy itd.
Nuty umieszczone są na lub pomiędzy liniami na pięciolinii lub liniami do niej dodanymi. Do określenia wysokości dźwięku potrzebny jest – oprócz umiejscowienia na pięciolinii – klucz, który jednej z linii nadaje określoną wysokość (nazwę). Wysokość pozostałych nut jest określana relatywnie w stosunku do niej.
Podział wartości rytmicznych:
- cała nuta
- półnuta
- ćwierćnuta
- ósemka
- szesnastka
- trzydziestodwójka
- sześćdziesięcioczwórka
- stodwudziestoósemka

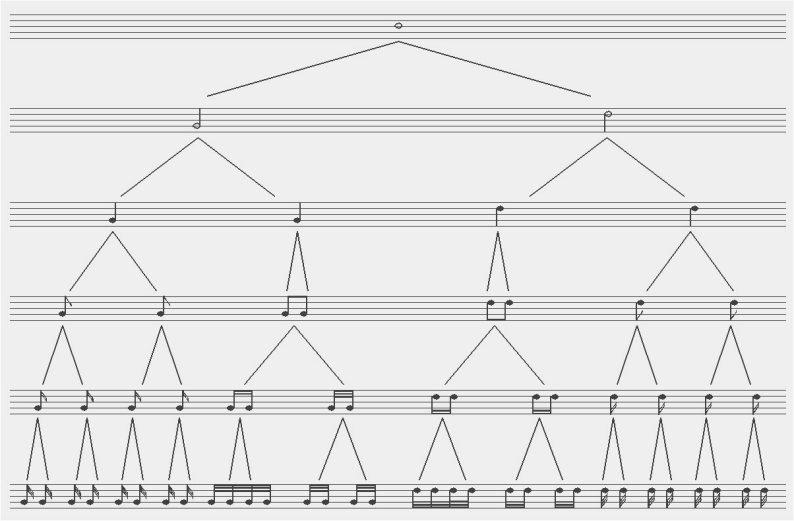
Podział wartości rytmicznych

Półnuta trwa połowę czasu trwania całej nuty. Ćwierćnuta trwa połowę czasu półnuty itd.
Jest to tzw. regularny podział wartości rytmicznych (dwójkowy). Niekiedy spotyka się podziały tzw. nieregularne (grupy nieregularne; składające się z nut w liczbie niebędącej potęgą dwójki): na trzy równe części (triole), pięć (kwintole), sześć (sekstole) itd.
Długość trwania nuty może być przedłużona przez kropkę, łuk (ligaturę) — o ściśle określoną wartość — lub fermatę — o nieokreśloną wartość.
Wysokość dźwięku oznaczonego nutą jest w zasadzie określona bezwzględnie, choć mogą wystąpić niewielkie różnice w jej interpretacji z uwagi na używany przez wykonawcę strój muzyczny. Ponadto nuty przeznaczone dla niektórych instrumentów są transponowane: np. nuta g zapisana dla trąbki, transponującej najczęściej o cały ton w dół, efektywnie oznacza dźwięk f. Długość trwania dźwięku oznaczonego nutą jest co do zasady względna i zależy od tempa narzuconego przez kompozytora lub obranego przez wykonawcę, z uwzględnieniem jego zmian i odchyłek wynikających z interpretacji utworu (agogiki).